# 良娣
良娣是中國、越南皇太子及朝鮮王朝王世子之妾室的最高位號。其地位僅次於正室，即中國、越南的皇太子妃及朝鮮王朝的王世子嬪。
良娣位號始見於中國西漢，往後南朝宋、南朝齊、隋朝、唐朝等朝代皆有使用，在儲君登基後往往獲冊封為高階妃嬪。

## 中國
西漢始設，太子東宮設正室皇太子妃、最高的妾室位號是良娣、下有孺子。
南朝宋時期，太子妾有良娣、保林兩個位號。南朝齊，良娣為太子妾室中地位最高者，僅次於太子妃，位比關內侯，下有保林、才人。
隋朝太子正室稱太子妃、妾位號有良娣、保林、才人三等。
唐朝在太子妃以下，設置良娣二員，正三品。下有良媛六員，正四品；承徽十員，正五品；昭訓十六員，正七品；奉儀二十四員，正九品。
唐朝之後，良娣位號再不見於史籍。

## 朝鮮
良娣位號僅見於朝鮮王朝，為王世子妾室位號，地位僅次於正室王世子嬪，從二品；良媛，從三品；承徽，從四品；昭訓，從五品；守閨、守則，從六品。